# Одесская кухня

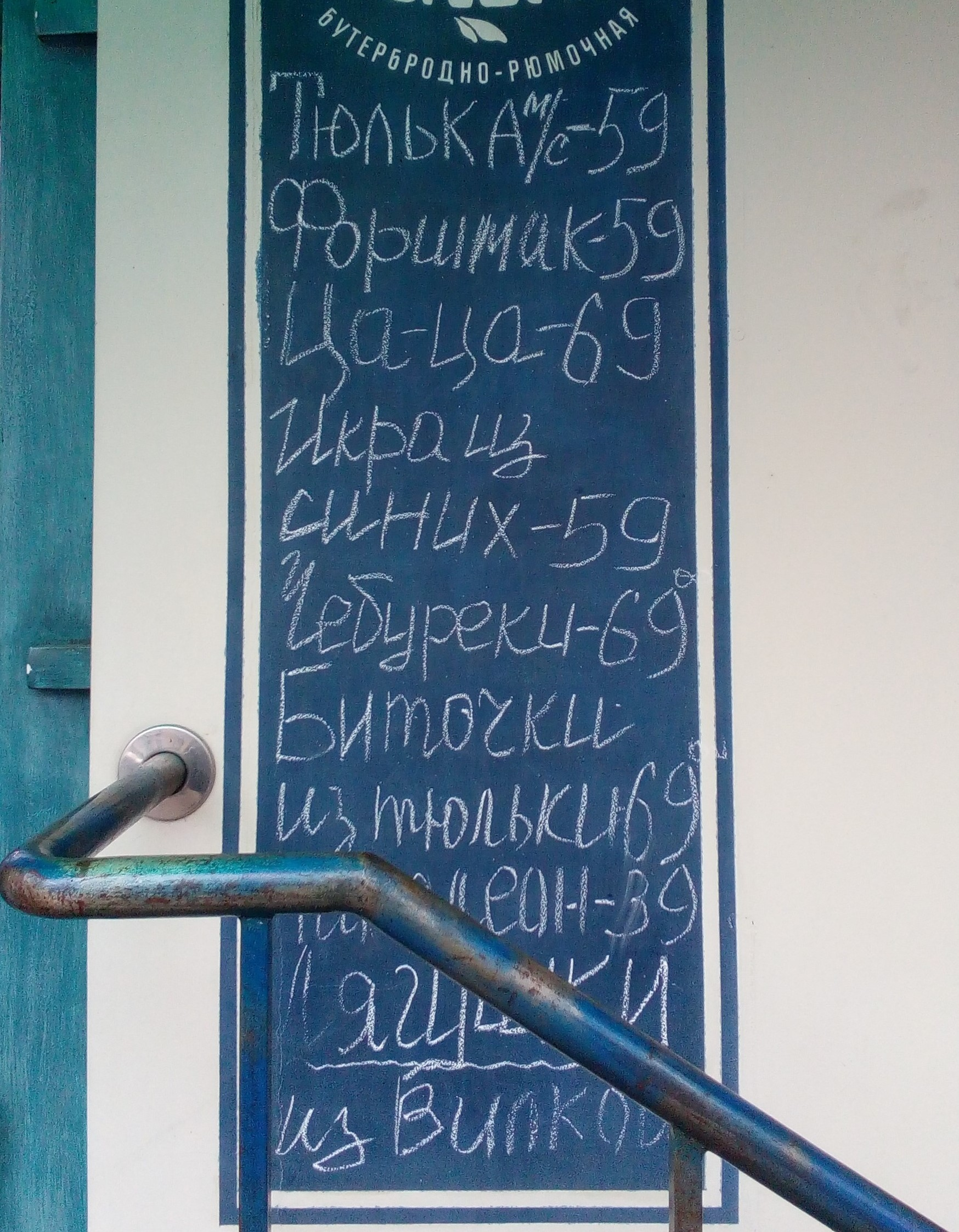
Меню одесского ресторана

Одесская кухня — совокупность кулинарных традиций жителей Одессы. Сформировалась под влиянием украинской и русской кухонь, а также в значительной степени еврейской, грузинской, армянской, узбекской, болгарской, молдавской и греческой, при этом ряд блюд отличается самобытностью.

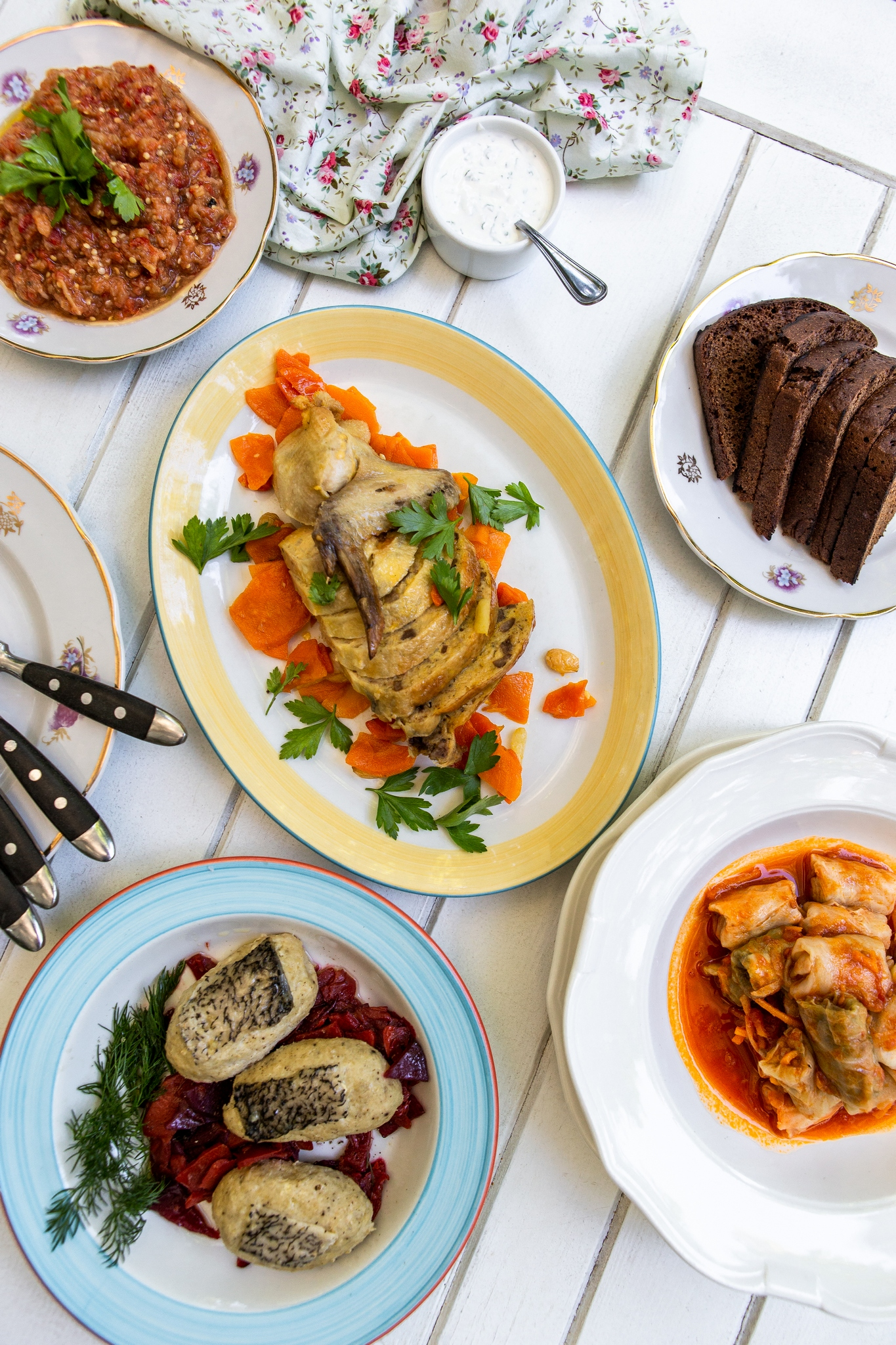
Блюда одесской кухни: фаршированная куриная шейка, фаршированная рыба, икра из синих, голубцы с мизинчик

## Типичные блюда

### Закуски
- Форшмак
- Икра из баклажанов или «икра из синих», как её называют в Одессе
- Цимес
- Закуска из помидоров «Бычье сердце» с брынзой
- Печёный перец с чесноком[1]
- Бутерброд грузчика с Привоза[источник не указан 1532 дня]
- Мезе по-одесски[источник не указан 1532 дня]

### Блюда из мяса
- Говядина с черносливом
- Фаршированная шейка
- Фаршированные перцы
- Голубцы «с мизинчик» и долма

### Блюда из рыбы и морепродуктов
- Фаршированная рыба или «гефилте фиш» (идиш געפֿילטע פֿיש‎)
- Бычки жареные
- Камбала жареная
- Рыба под маринадом
- Котлетки из икры
- Плов с мидиями
- Мидии черноморские на пляже
- Рапаны запечённые с сыром и чесноком
- Рачки
- Биточки из тюльки
- Тюлька во фритюре или цаца
- Дунайская селедка с молодым картофелем
- Мидии по-одесски

### Другие блюда
- Жареная манка
- Саламур — соус на основе рассола, чеснока, специй, подаваемый к ухе, или используемый как заправка для овощей[2]
- Борщ по-одесски
- Плацинда
- Огурчики «пятиминутки»

### Десерты
- Варенье из белой черешни
- Вертута[3]
- Налистники «с мизинчик» с творогом
- Наполеон
- Чернослив с орехами

## Обзор
Прибрежное расположение Одессы обуславливает большое количество блюд из рыбы и морепродуктов в одесской кухне.
Наиболее популярным блюдом является фаршированная рыба (гефилте-фиш), которую готовят на праздники из нескольких видов рыбы (в основном это щука, кефаль или пиленгас, карп и судак). Популярна также жареная рыба. Предпочтение отдается черноморской камбале и бычкам. Из мелких рыб семейства сельдевых, преимущественно тюльки, реже хамсы и тюльки, жарят биточки.
Среди популярных одесских блюд, которые готовятся с использованием морепродуктов, можно выделить плов с мидиями. Также мидии часто жарят прямо на месте вылова на больших листах железа.
Борис Бурда о жарке мидий на пляже:

«Практически каждый одессит впервые попробовал это блюдо, будучи не при галстуке. Точнее — в плавках, в крайнем случае — в купальнике. На четыре куска ракушечника ставился железный лист, под ним разводился костерок из собранного на пляже мусора и сухих веток, а потом на разогретый лист бросали крупные мидии. Свежевыловленные, только что из моря. Собственноручно отодранные от камня на дне — так что бросалось непременно поцарапанными руками. Открывшаяся мидия считалась готовой. Но недолго — её съедали практически сразу. Ни один дегустатор не объяснит, почему это было так вкусно. Во-первых, потому что в их среде не принято что-либо дегустировать на пляже в плавках, а во-вторых, потому что дегустаторы редко бывают в том возрасте и состоянии духа, в котором жарят мидии на раскаленном листе прямо на пляже».
Традиционной закуской к пиву в Одессе являются мелкие отварные креветки, называемые в одесском языке «рачками».
Среди холодных закусок необходимо выделить форшмак, а также икру из грилованных баклажанов, именуемую одесситами «икрой из синих».
Любовь одесситов к блюдам, в основе которых лежит фарширование, подтверждает популярность в Одессе фаршированной куриной шейки, а также фаршированных болгарских перцев, кабачков и баклажанов.
Второй особенностью одесской кухни можно назвать стремление уменьшать размеры многих блюд, при неизменной величине порции.
Так, пельмени и вареники в интерпретации одесских поваров имеют отличия от этих же блюд в традиционном исполнении. В Одессе готовят пельмени и вареники достаточно небольшого размера, в отличие от принятых в украинской кухне вареников с «кулак». Наиболее популярны вареники с вишней.
Савелий Либкин о варениках с вишней:

«Далеко не каждая хозяйка умеет или пытается готовить оссобуко — за этим блюдом не стыдно и в Италию съездить. Но когда заходит речь о варениках с вишней, как бы каждая девушка от 16-ти до 55-ти и практически каждый юноша в тех же возрастных рамках с уверенностью скажет: „Что тут делать?“ — и где-то будет прав. Итак, главное в варениках с вишней — это размер. Как это ни скабрезно звучит, но и в данном случае он имеет значение. Чем меньше каждый отдельно слепленный вареничек, тем больше он приближается к идеалу, прообразу, шаблону, эталону настоящих вареников. Западноукраинские троюродные братья этого блюда могут выглядеть размером с кулак Кличко, некоторые родственники этого блюда из Днепропетровска очень могут напоминать чебуреки и даже наши местные иной раз хоть и подаются в горшке или в горшочке, но больше напоминают галушки, причем далеко не в уменьшительно-ласкательном варианте».

Голубцы в одесской кулинарной традиции также претерпели изменение, их наиболее предпочтительный размер «с мизинец».
Десертом, который часто готовят в Одессе можно назвать налистники (блины) с творогом. Размер налистников также должен быть невелик.

## Одесские специалитеты
К специалитетам Одессы и одесской области можно отнести:
- Картофель сорта «сорокодневка», выращиваемый в селе Роксоланы. Отличается коротким сроком созревания и высокими вкусовыми качествами. Именно «сорокодневка из Роксолан» считается лучшим в Одессе сортом для приготовления пюре и жаркого[10];
- Белые раки из села Маяки. Некогда Днестровский лиман занимал первое место в мире по лову раков. Современный вылов перестал носить промышленный масштаб, однако, раки из Маяков продолжают оставаться одной из самых популярных закусок к пиву в Одессе[11];
- Помидоры сорта «Микадо» — это раннеспелый сорт, от всходов до созревания проходит 90—95 дней.
Высокорослый, растение высотой 1—1,2 метра, картофельнолистный. Соцветие сложное с 5—8 цветами и более. Плоды плоско-округлые, розовые или жёлтые, средней массой 150—200 г. Сорт отличается характерными вкусовыми качествами и в одесской кухне используется в салатах (особенно популярен салат из «микадо» и овечьей брынзы, а также в качестве самостоятельного блюда. Лучшими считаются томаты, выращенные в районе Большого Фонтана[12]);
- Бычки — рыбы семейства окунеобразных. В Одессе бычков делят на кнутов, травников, кругляков, песочников и ловят удочкой-донкой, жарят или тушат в томате, а также солят-сушат и подают к пиву. Традиционное одесское произношение заменяет «ы» на «и» — «бички».
- Камбала — рыба семейства камбаловых. В прибрежных водах ловятся 2 вида: калкан и глосик. Калкан является одним из самых крупных представителей семейства, достигая длины 115 см и веса до 28 кг. Второй вид, глосик, отличается от калкана, прежде всего размером: глосик меньше и местом обитания: живут на меньших глубинах и ближе к берегу.
- Тюлька — мелкая промысловая морская рыба семейства сельдевых. Не путать с фериной — европейским анчоусом или хамсой.
- Баклажан — популярный овощ в одесской кухне. По-одесски «синие». Основной ингредиент икры из синих.
- Брынза — рассольный сыр из коровьего, козьего или овечьего молока. Используется для приготовления бутербродов, холодных закусок и овощных салатов, а также горячих блюд (например, мамалыги) и как начинка для изделий из теста. У гурманов одесской кухни особой популярностью пользуется выдержанная «бессарабская» овечья брынза, которая засаливается в бочках. Перед употреблением её обычно несколько часов вымачивают в пресной воде.
- Лягушки из Вилково — лягушек используют для приготовления лягушачьих лапок, жареных во фритюре. Употреблением в пищу и разведением лягушек для экспорта во Францию и другие страны Европы прославился город Вилково в Килийском районе Одесской области[13].
- Урда — сывороточный сыр, который изготавливают в Бессарабии из сыворотки и овечьего молока. Используется для приготовления «быстрого» хлеба — гёзлемя[источник не указан 1532 дня].
- Бессарабская паприка — пряность из сладкого сорта красного перца, измельченная в ступе и перетертая с растительным маслом. Одна из самых часто использующихся приправ в Бессарабской кухне[источник не указан 1532 дня].

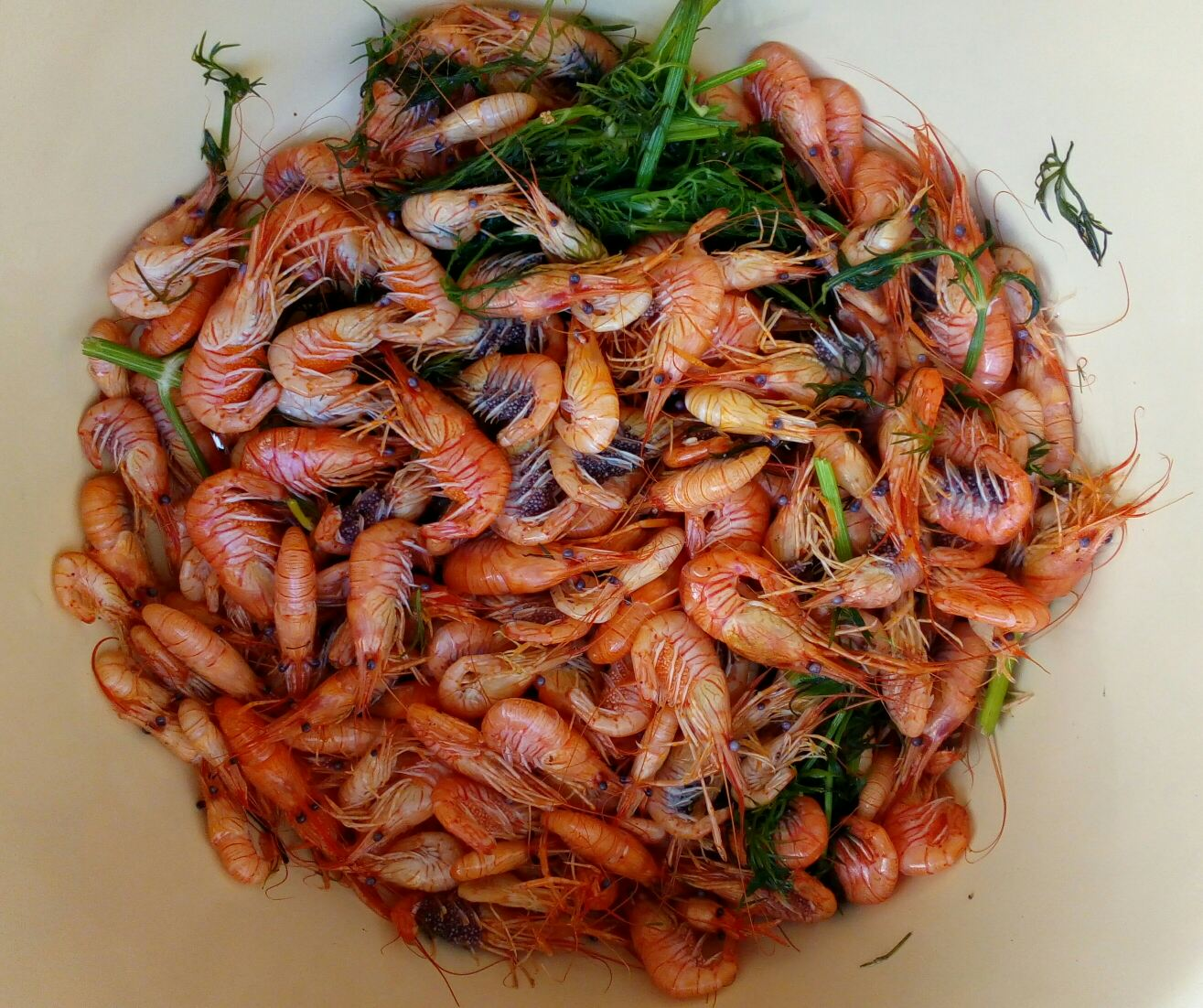
Варёные креветки или рачки

- Рачки — черноморская травяная креветка (Palaemon adspersus), имеет высокое промышленное значение, отлавливается в Черном и Азовском морях. Рачки — это одесские «семечки». Чаще всего их варят, иногда жарят на сковородке с чесноком.